# Pristimantis zeuctotylus
Pristimantis zeuctotylus é uma espécie de anfíbio  da família Craugastoridae.
Pode ser encontrada nos seguintes países: Brasil, Colômbia, Guiana Francesa, Guiana, Suriname e Venezuela.
Os seus habitats naturais são: florestas subtropicais ou tropicais húmidas de baixa altitude.